# Mónica Ojeda
Pour les articles homonymes, voir Ojeda.
Œuvres principales
- Mâchoires

Mónica Ojeda Franco, née le 17 mai 1988 à Guayaquil dans la province du Guayas en Équateur, est une romancière, poétesse et nouvelliste équatorienne.

## Biographie
Mónica Ojeda naît en 1988 à Guayaquil dans la province du Guayas. Elle réalise des études supérieures à l'université catholique de Santiago de Guayaquil (es), obtenant un diplôme en communication sociale avec une mention en littérature. En 2011, elle se rend en Espagne pour suivre un master en création littéraire à l'université Pompeu-Fabra de Barcelone. Elle vit ensuite à Madrid, où elle obtient une maîtrise en théorie et critique de la culture à l'université Charles-III de Madrid. Elle travaille comme professeur pour l'université catholique de Santiago de Guayaquil dans le domaine de la littérature, puis en Espagne pour une école privée enseignant l'écriture créative.
Elle publie en 2015 un premier roman, La desfiguración Silva, et un premier recueil de poésie, El ciclo de las piedras, sur le thême de l'enfance.
Nefando, son deuxième roman, publié en 2016, narre la création d'un jeu vidéo au contenu controversé et ultra-réaliste par une bande de jeunes sur le deep web et évoque la marginalité moderne, les doutes de la jeunesse et l'identité sexuelle,,.
En 2017, elle est retenue au sein de la Bogota39, une liste de 39 écrivains latino-américains de moins de 40 ans qui sont jugés parmi les plus remarquables de leurs générations à l'occasion du Hay Festival (es),.
En 2018, elle sort son troisième roman, Mâchoires (Mandibula), qui est traduit et publié en français au début de l'année 2022 par Gallimard dans la collection Du monde entier. Ce thriller psychologique, proche du roman gothique et de la littérature fantastique, au ton poétique, évoque le phénomène des creepypastas et raconte l'histoire d'une adolescente obsédée par les histoires et les films d'horreurs qui se retrouve kidnappée par sa professeur de littérature,,,,,.
Son travail de romancière est récompensé par le prix du Prince Claus en 2019.
Elle publie en 2020 son premier recueil de nouvelles, Las voladoras, dans lequel elle explore des thèmes tels que la violence, l'avortement, la sexualité ou la religion, en évoquant les traditions orales de son pays dans un style qu'elle définit comme le "gothique andin",,,.

## Œuvre

### Romans
- (es) La desfiguración Silva, 2015
- (es) Nefando, 2016
- Mâchoires, Gallimard, coll. « Du monde entier », 2022 ((es) Mandíbula, 2018), trad. Alba-Marina Escalón, 316 p.  (ISBN 978-2-07-288286-9)
- (es) Chamanes eléctricos en la fiesta del sol, 2024

### Recueils de poésie
- (es) El ciclo de las piedras, 2015
- (es) Historia de la leche, 2019

### Recueils de nouvelles
- (es) Las voladoras, 2020

### Nouvelles
- (es) Caninos, 2017

## Prix et distinctions notables
- Prix national de la poésie émergente Desembarco[20].
- Prix littéraire ALBA 2014 avec le roman La desfiguración Silva[21].
- Mention d'honneur au Prix de la narration Miguel Donoso Pareja de la foire internationale du livre de Guayaquil (es) en 2015 avec le roman Nefando[22].
- Finaliste du prix biennal du roman Mario Vargas Llosa (es) en 2018 avec le roman Mâchoires (Mandibula)[23].
- Lauréate du prix du Prince Claus, catégorie Nouvelle génération, en 2019[24].
- Finaliste du premio de Narrativa Breve Ribera del Duero (es) en 2020 avec le recueil de nouvelles Las voladoras[25].